# 浅沼学園中津高等学校
浅沼学園中津高等学校（あさぬまがくえん なかつこうとうがっこう）は、大分県中津市沖代町にあった私立高等学校。
本校の閉校後の校舎および土地は2001年（平成13年）3月に中津市に寄付されており、跡地はプレーパークとしての活用が計画されている。また、教育福祉センターの建設計画もある。
本校を運営していた学校法人浅沼学園中津高等学校が2000年（平成12年）11月16日に解散しているため、閉校後の卒業証明書などの交付は、中津市役所総務部総務課で行われている。

## 所在地
- 〒871-0021 大分県中津市沖代町一丁目1-11

## 著名な出身者
- 大悟法久志（高校野球指導者）